# Biała (Łódź)
Biała è un comune rurale polacco del distretto di Wieluń, nel voivodato di Łódź.
Ricopre una superficie di 74,99 km² e nel 2004 contava 5 498 abitanti.